# Yoshiko Mibuchi
Yoshiko Mibuchi (三淵 嘉子, Mibuchi Yoshiko, 13 de novembro de 1914 — 28 de maio de 1984) foi uma advogada e juíza japonesa. Mibuchi foi uma das três primeiras mulheres admitidas na ordem dos advogados no Japão, em 1940.
Tornou-se juíza de Direito em 1949, sendo uma das primeiras mulheres japonesas a ocuparem tal cargo.